# Thomas H. Moorer
Thomas Hinman Moorer, född 9 februari 1912 i Mount Willing, Alabama, död 5 februari 2004 i Bethesda, Maryland, var en amiral i USA:s flotta.
Amiral Moorer var chef för USA:s flotta från 1967 till 1970 och därefter USA:s försvarschef fram till 1974.

## Biografi
Moorer föddes i Mount Willing i Lowndes County, Alabama som son till en tandläkare, men växte upp i Eufaula, Alabama. Moorer erhöll bachelorexamen och officersfullmakt från United States Naval Academy (USNA) i Annapolis, Maryland i 1933 års avgångsklass. Efter tjänstgöring som artilleriofficer ombord på kryssare gick han vidare med utbildning som marinflygare vid Pensacola Naval Air Station i Florida och efter avklarad flygutbildning tjänstgjorde han på hangarfartygsbaserade skvadroner ombord på USS Langley (CV-1), USS Lexington (CV-2) och USS Enterprise (CV-6). Yngre brodern Joseph (1922–2014) skulle även han gå på USNA (avgångsklass 1941) och göra karriär i flottan som marinflygare och med viceamiral som slutgrad.
Förutom hangarfartygsbaserat flyg var Moorer även utbildad på sjöflygplan och tjänstgjorde i en skvadron med sådana när han bevittnade det japanska anfallet mot Pearl Harbor den 7 december 1941. Moorer kom 1941-1942 att delta i försvaret av Nederländska Ostindien i vilket han flög flera stridsuppdrag. Moorer sköts ned utanför Australiens kust för att senare samma dag överleva bombningen och sänkningen av räddningsfartyget 19 februari 1942, samma dag som japanerna inledde bombningen av Darwin. Tre månader senare flög han, trots japanska luftherravälde, till Timor för att leverera förnödenheter och evakuera skadade, ett uppdrag för vilket Moorer erhöll Distinguished Flying Cross. Därefter sändres han till Storbritannien som observatör av mineringar till sjöss. Mellan 1943 och 1944 förde han befäl över en flygskvadron som bedrev antiubåtskrigföring mot tyska ubåtar utanför Floridas och nordafrikas kuster. 1944 befordrades Moorer till kommendörkapten och tjänstgjorde då på Atlantflottans flygstab.
Efter andra världskrigets slut skickades Moorer till Japan för att utvärdera flygbombningarnas verkan. Därefter kom han att arbeta som projektansvarig för framtagandet av jaktroboten Sidewinder. Efter examen vid Naval War College 1953 tjänstgjorde Moorer vid Atlantflottans flygstab samt som adjutant till enhetschefen i marindepartementet med ansvar för flyg (engelska: Assistant Secretary of the Navy for Air). 1956 blev han fartygschef för flygdepåfartyget USS Salisbury Sound (AV-13). 1957 förflyttades han till OPNAV i Pentagon som strategisk planerare.

### Flaggman
1958 blev han flaggman och fick då ansvar för krigsspel vid OPNAV. Därefter följde ett ettårig sejour till sjöss som befälhavare för Carrier Division SIX. Moorer återkom till OPNAV under två år som planerare. Han befordrades till viceamiral 1962 och tilldelades då befälet över USA:s sjunde flotta med högkvarter i Yokosuka i Japan. I juni 1964 befordrades Moorer till fyrstjärning amiral och befattningen som befälhavare över USA:s stillahavsflotta, strax därefter inträffade Tonkinbuktsintermezzot som eskalerade Vietnamkriget. Moorer lämnade befälet över Stillahavsflottan i mars 1965, två veckor efter inledningen av Operation Rolling Thunder, något han själv liknade med att det kändes som "när en brandchef lämnar brandplatsen när slangarna är redo att spruta vatten". Moorer förflyttandes istället till Atlanten där han övertog den tredelade befattningarna som befälhavare för United States Atlantic Command, Atlantflottan samt Nato-posten som SACLANT. I den förstnämnda rollen avslutade han USA:s militära intervention i Dominikanska republiken och som Nato-befälhavare utvecklade han konceptet med en stående Nato-styrka till sjöss.
Moorer tillsattes därefter i augusti 1967 av USA:s president Lyndon B. Johnson som chef för USA:s flotta (engelska: Chief of Naval Operations, CNO) 1967 när Vietnamkriget var som intensivast och när Sovjetunionens flotta flyttade fram sina positioner på andra platser. Moorer var en ihärdig förespråkare för fler hangarfartyg i Nimitz-klassen än enbart de två som var budgeterade. Strax innan Moorers tillträde som CNO hade signalspaningsfartyget USS Liberty (AGTR-5) bombats 8 juni 1967 av Israels flygvapen under Sexdagarskriget. Huruvida anfallet mot USS Liberty var ett misstag eller medvetet är fortfarande höljt i dunkel. Ett annat signalspaningsfartyg, USS Pueblo (AGER-2), kapades 23 januari 1968 av Nordkorea och fartyget ligger fortfarande kvar i Pyongyang som ett museifartyg. Under 1968 inträffade även förlisningen av atomubåten USS Scorpion (SSN-589) den 22 maj utanför Azorerna. Samma år hade även tre andra ubåtar från Frankrike, Israel och Sovjetunionen förlist under till synes mystiska omständigheter.

### Försvarschef (1970–1974)

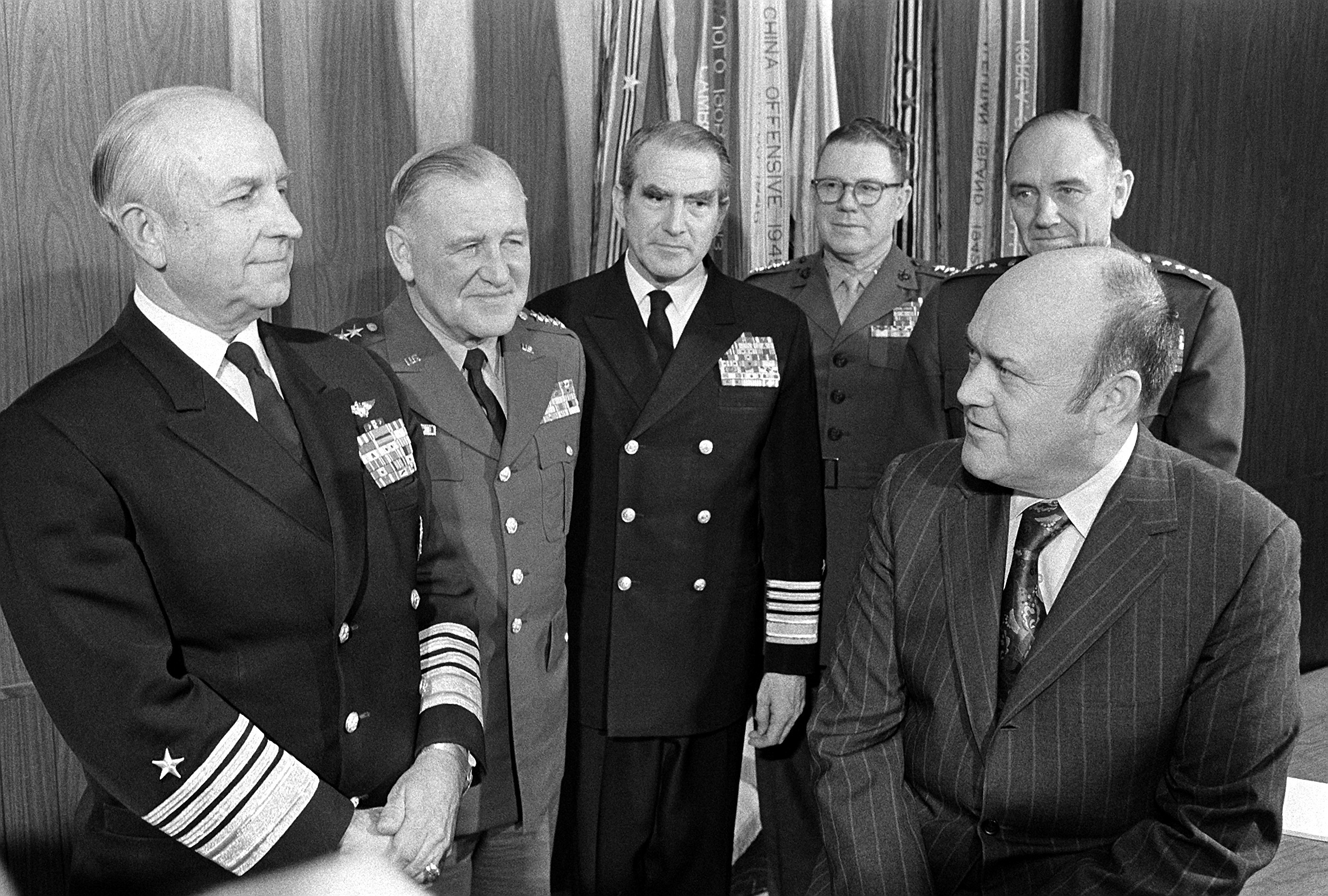
Amiral Thomas Moorer och dennes chef, USA:s försvarsminister Mel Laird, 10 januari 1973. Bakom står övriga ledmöter i Joint Chiefs of Staff: arméstabschefen Creighton Abrams, CNO Elmo Zumwalt, marinkårskommendanten Robert E. Cushman Jr. och flygvapenstabschefen John D. Ryan.

1970 utsåg president Richard Nixon honom till USA:s försvarschef och amiral Moorer blev därmed den andre sjöofficeraren, efter Arthur W. Radford, på den främsta yrkesmilitära posten i USA:s väpnade styrkor. Under 1971 fördes intensiva diskussioner med USA:s biträdande försvarsminister David Packard hur kommandokedjan i krigssituationer som en sovjetisk överraskningsattack mot USA liksom hur definitionen av "National Command Authority" skulle göras. Packard tryckte på principen om civil överhöghet och Moorer insisterade på att varken presidenten eller försvarsministern skulle kunna rundgå Joint Chiefs of Staff. Direktivet som Packard slutligen undertecknade blev en kompromiss. Under Moorers tid som försvarschef ändrade president Nixon och dennes säkerhetsrådgivare Henry Kissinger strategin i Vietnamkriget från en rent militär seger över Nordvietnam till "Vietnamization" där Sydvietnam gavs större ansvar för sin egen framtid med avtrappat direkt stöd från USA. Detta innebar att Moorer och hans närmaste chef, försvarsminister Mel Laird, uppdrogs att verkställa en radikal minskning av USA:s truppnärvaro i Vietnam från 415 000 under år 1970 till endast 25 000 under slutet av 1972. Moorer var motståndare till president Nixons Strategic Arms Limitation Talks (SALT) med Sovjetunionen om nedrustning av kärnvapen, men tvingades mot sin vilja av Nixon att uttala sitt stöd för det.
I oktober 1973 när Egypten och Syrien anföll Israel som hämnd för 1967 års krig, ordnade Moorer flygtransporter med vapen till Israel på befallning av president Nixon. Moorer oroades sig dock för att arabstaterna skulle vända sig till Sovjetunionen för stöd och därmed hota USA:s tillgång på olja från mellanöstern. Israels framgångar i Jom Kippurkriget ledde till att Sovjetunionen hotade med militär intervention. Moorer stödde administrationens hot om eskalering gentemot Sovjetunionen, liksom att genom påtryckningar stoppa Israels framryckningar och samtidigt återställa vänskapliga förbindelser med de båda arabiska staterna.
Moorer gick i pension 1 juli 1974. Han kom därefter under många år att bli seniorrådgivare vid tankesmedjan Center for Strategic and International Studies (CSIS) och satt i flera bolagsstyrelser. Han avled på National Naval Medical Center 5 februari 2004.

## Referenser

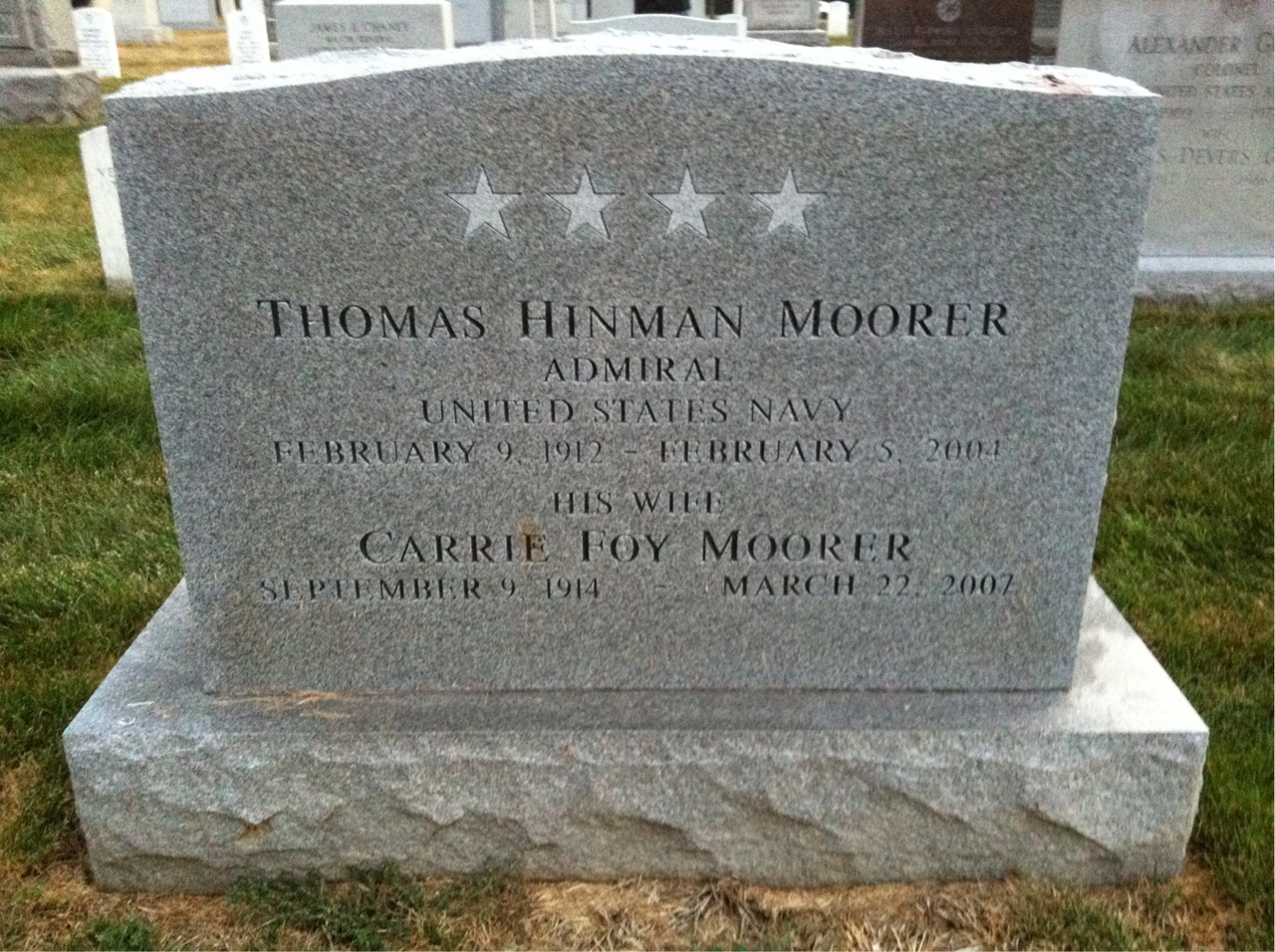
Gravsten på Arlington National Cemetery.